# (Do the) Push and Pull
(Do the) Push and Pull (Part 1) is een single van Rufus Thomas, uit 1970. De single was de eerste en enige nummer 1-hit van Thomas. Het nummer stond in februari 1971 twee weken op de toppositie van de Amerikaanse Billboard Best Selling Soul Singles. Verder behaalde het nummer de 25e positie van de Billboard Hot 100.

## Hitlijsten
| Hitlijst (1971)                        | Hoogste positie |
| -------------------------------------- | --------------- |
| VS Billboard Hot 100                   | 25              |
| VS Billboard Best Selling Soul Singles | 1               |